# Очаковское (Николаевская область)
Очаковское (укр. Очаківське) — село в Вознесенском районе Николаевской области Украины.
Основано в 1919 году. Население по переписи 2001 года составляло 102 человека. Почтовый индекс — 56560. Телефонный код — 5134. Занимает площадь 0,204 км².

## Местный совет
56560, Николаевская обл., Вознесенский р-н, пос. Новосёлка, ул. Центральная, 12